# Томаш Заборський
Томаш Заборський (словац. Tomáš Záborský; 14 листопада 1987, м. Тренчин, ЧССР) — словацький хокеїст, лівий/правий нападник. Виступає за «Авангард» (Омськ) у Континентальній хокейній лізі. 
Вихованець хокейної школи «Дукла» (Тренчин). Виступав за «Дукла» (Тренчин), ХК «Поважська Бистриця», «Сагіно Спіріт» (ОХЛ), «Гартфорд Вулф-Пек» (АХЛ), «Шарлотт Чекерс» (ECHL), «Дейтон Бомберс» (ECHL), «Ессят» (Порі).
У чемпіонатах Словаччини — 4 матчі (0+0). В чемпіонатах Фінляндії — 142 матчі (67+51), у плей-оф — 6 матчів (0+0).
У складі молодіжної збірної Словаччини учасник чемпіонату світу 2007.
Досягнення
- MVP чемпіонату Фінляндії (2012)
- Найкращий гравець чемпіонату Фінляндії (2012)
- Найкращий снайпер чемпіонату Фінляндії (2012).